# 約翰·加爾通
約翰·文森特·加爾通（挪威語：Johan Vincent Galtung，1930年10月24日—2024年2月17日）是一名挪威社會學家 ，也是和平學的主要創始人。
他是1959年奧斯陸和平研究所（PRIO）的主要創始人，并担任该研究所的第一任所长直到1970年。他還在1964年創辦了《和平研究期刊》。1969年，他被任命為奧斯陸大學世界和平學首席教授，1977年辭去該職位，此後在其他幾所大學擔任教授。1993年至2000年，他擔任夏威夷大学的和平學傑出教授。
自20世紀50年代以來，加爾通一直是新左翼的一位重要知識分子。他的貢獻主要體現在20世紀50年代的社會學、60年代的政治學、70年代的經濟學和歷史學以及80年代的宏觀歷史學、人類學和神學等方面。加爾通創造了「和平學」（英語：peace research）這個術語。他還創立了一些頗有影響力的理論，如積極和平和消極和平的區別，制度暴力，衝突和衝突調解的理論，建設和平的概念，帝國主義的结构理论，結構理論，並認為美國同時是一個共和國和一個帝國。他经常批评西方世界对南方國家的态度。1987年，他因「對實現和平的條件的系統和多學科研究」而獲得「正確生活方式獎」，並獲得許多其他獎項和榮譽。

## 來源
- Boulding, Elise. 1982. "Review: Social Science—For What?: Festschrift for Johan Galtung." Contemporary Sociology. 11(3):323-324. JSTOR Stable URL （页面存档备份，存于）
- Boulding, Kenneth E. 1977. "Twelve Friendly Quarrels with Johan Galtung." Journal of Peace Research. 14(1):75-86. JSTOR Stable URL （页面存档备份，存于）
- Bawer, Bruce. 2007. "The Peace Racket". City Journal. Summer 2007. Link （页面存档备份，存于）.

## 外部連結
- TRANSCEND: A Peace Development Environment Network （页面存档备份，存于）
- Galtung-Institute for Peace Theory and Peace Practice （页面存档备份，存于）
- Peace Research Institute Oslo (PRIO) （页面存档备份，存于）
- Biography on Right Livelihood Award
- Lecture transcript and video of Galtung's speech at the Joan B. Kroc Institute for Peace & Justice at the University of San Diego, December 2010
- Audio recordings with Johan Galtung in the Online Archive of the Österreichische Mediathek (Interviews and lectures in German). Retrieved 18 September 2019